# Justicia secunda
Justicia secunda là một loài thực vật có hoa trong họ Ô rô. Loài này được Vahl mô tả khoa học đầu tiên năm 1791.